# Feliks Sachs
Feliks (Jozue) Sachs (ur. 1869 w Warszawie, zm. 1935 tamże) – polski lekarz i działacz socjalistyczny żydowskiego pochodzenia.

## Życiorys
W 1895 ukończył studia medyczne na Cesarskim Uniwersytecie Warszawskim. Podczas studiów działał w kółkach socjalistycznych. Po ukończeniu nauki pracował w Szpitalu Dziecięcym Bersohnów i Baumanów w Warszawie. 
W 1898 wstąpił do PPS, gdzie współpracował z Józefem Piłsudskim i Stanisławem Wojciechowskim. Należał do Centralnego Komitetu Robotniczego tej partii. Działał m.in. w Warszawie, Łodzi i Wilnie. W latach 1905–1906 więziony był w X Pawilonie Cytadeli Warszawskiej. Po 1906 należał do PPS Lewicy, reprezentował ją na kongresach II Międzynarodówki, był również członkiem jej Centralnego Komitetu Robotniczego. 
W 1908 zagrożony aresztowaniem za swoją działalność zbiegł do Wiednia. Tam praktykował w klinice znanego pediatry Clemensa Petera von Pirqueta. W 1919 powrócił do Polski lecz wycofał się z życia politycznego. Praktykował jako lekarz w Kasie Chorych, Domu Wychowawczym TPD. Od 1930 roku pełnił funkcję ordynatora oddziału chorób wewnętrznych w szpitalu Bersohnów i Baumanów.
Pochowany jest na cmentarzu żydowskim przy ulicy Okopowej w Warszawie (kwatera 24, rząd 4). Tablica epitafijna na jego nagrobku jest rozbita i nieczytelna.